# برزان إبراهيم التكريتي
برزان إبراهيم الحسن التكريتي (17 شباط/فبراير 1951 – 15 كانون الثاني/يناير 2007)، سياسي عراقي وأخٌ مِن الأمّ للرئيس العراقي الأسبق صدام حسين، تولى منصب نائب مدير جهاز المخابرات العامة ثم عُيّنَ رئيساً للجهاز، أعدم شنقاً بتهمة ارتكاب جرائم ضد الإنسانية في مجزرة الدجيل.

## حياته
برزان إبراهيم الحسن المحمد الخطاب من عشيرة البيكات من قبيلة ألبو ناصر، وُلد في تكريت، وهو أخو صدام حسين لأُمّه، وأخو دهام إبراهيم الحسن لأبيه، والأخ الشقيق لسبعاوي إبراهيم التكريتي الذي كان وزيراً للداخلية والأخ الشقيق لوطبان إبراهيم الحسن.

### نشاطه السياسي
بدأ نشاطه مرافقاً لصدام بين عامي 1968- 1971، تولى منصب نائب مدير جهاز المخابرات العامة ثم تسلم رئاسة الجهاز في نهاية عام 1976 حتى نهاية تشرين الأول/أكتوبر 1983 بعد توتر العلاقات بين الرئيس صدام حسين وبرزان وسبعاوي ووطبان الذين هم ثلاثتهم إخوة لصدام مِن أمّهم صبحة طلفاح المسلط، بسبب زواج حسين كامل من رغد ابنة الرئيس العراقي التي كان برزان وسبعاوي ووطبان يريدون تزويجها لدهام بن إبراهيم الحسن الذي هو أخو الثلاثة من الأب، وتطور الخلاف ليصل إلى حد القطيعة ومعاقبة الثلاثة بإقالتهم من جميع مناصبهم فانصرف برزان إلى إدارة شركاته المتعددة.
عين سفيرا فوق العادة في وزارة الخارجية ومفوضا لدى المقر الأوروبي للأمم المتحدة في جنيف خلال الفترة من 17 كانون الأول/ديسمبر 1988 حتى 17 كانون الأول/ديسمبر 1998.
عينه صدام مستشاراً سياسيا له (بمرتبة وزير) في شباط/فبراير سنة 1993 
تقرر نقله إلى ديوان وزارة الخارجية في حزيران/يونيو 1998 فعاد إلى بغداد في كانون الأول/ديسمبر من نفس العام.
وفي مطلع أيلول/سبتمبر 1999 أشارت مصادر قريبة منه أنه غادر بغداد إلى جنيف حيث يدرس أبناؤه وأنه لن يعود إلى بغداد.
وفي أيار/مايو 2000 أشيع عن احتمال عودته إلى جنيف للمساهمة في الجهود الدبلوماسية الرامية لرفع الحظر عن العراق وقد علق بقوله:
. 
أشرف خلال عمله في جنيف على شبكات المخابرات العراقية في أوروبا وتولى التوجيه في شراء الأسلحة. ومنذ فرض الحظر الدولي على العراق في 6 آب سنة 1990 قال موقع دنيا الوطن إنه شكل شبكة هدفها الالتفاف على الحظر وتم تكليفه إدارة ثروة صدام حسين المودعة في مصارف أوروبية

### الحرب الأمريكية على العراق
اعتقلته قوات الاحتلال الأمريكية في بغداد بعد نفي أنباء عن مقتله في الثامن عشر من نيسان/أبريل 2003. لقد كان الرقم خمسة السوداء (خمسة ♣) في بطاقات لعب أبرز العراقيين المطلوبين، كان مصاب بمرض سرطان العمود الفقري.

### محاكمته وإعدامه
كان برزان أحد المتهمين في قضية الدجيل في محكمة الجنايات العراقية، مع أن قضية الدجيل هي قضية داخلية من اختصاص الأمن العامة وليس المخابرات العراقية والتي هي مسؤوله عن الأمن الوطني الخارجي، وكان في حينها فاضل البراك مدير الأمن العام، ومحامي دفاعه هو عبد الصمد الحسيني. في 1 شباط/فبراير.
في 12 يونيو 2006، تم طرده من قاعة المحكمة ومنع الدخول في اليوم الثاني، بعد أن انفعل ونادى أن المحكمة كانت «مرهبة».
في 5 تشرين الثاني/نوفمبر 2006 حُكم عليه بالإعدام شنقاً حتى الموت.
في فجر الإثنين 15 كانون الثاني/يناير سنة 2007 تم تنفيذ حكم الإعدام عليه، بعد إدانته بقضية إعدام 148 شخصاً في الدجيل، دفن في مقبرة العائلة في قرية العوجة القريبة من تكريت ومسقط رأسه.

## حياته الخاصة
تزوج من أحلام خير الله الملقبة ب«شجرة الدر» أخت عدنان خيرالله وساجدة طلفاح من الأب، ورزق منها بستة أولاد محمد، وسجى، وعلي، ونور، وخولة، وثريا، وقد توفيت زوجته في سويسرا عام 1998 بعد صراع مع سرطان الثدي 

## أعماله الأدبية
لخّص مذكراته بكتاب بعنوان كتاب ( السنوات الحلوة والسنين المرة ) . وطبعت المذكرات بثلاث أجزاء، ويحتوي على كلمات مضافة وتنقيحات أضافها برزان التكريتي بخط يده بعد طبع الكتاب مع وضع توقيعه بقلم الحبر على الصفحة الأولى من كل جزء من كتابه ذو الثلاث أجزاء ليثبت للقارئ أن الكتاب من تأليفه شخصيا مع التصحيحات والإضافات، وكل معلوماته صحيحة 